# 布羅克霍爾 (馬里蘭州)
布羅克霍爾（英語：Brock Hall）是位於美國馬里蘭州佐治王子縣的一個普查規定居民點。

## 人口
根據2020年美國人口普查的數據，布羅克霍爾的面積為25.98平方千米，當中陸地面積為25.78平方千米，而水域面積為0.20平方千米。當地共有人口13181人，而人口密度為每平方千米507.35人。